# Les petites fugues
Les petites fugues é um filme de drama suíço de 1979 dirigido e escrito por Yves Yersin. Foi selecionado como representante da Suíça à edição do Oscar 1980, organizada pela Academia de Artes e Ciências Cinematográficas.

## Elenco
- Michel Robin - Pipe
- Fabienne Barraud - Josiane
- Fred Personne - John
- Dore De Rosa - Luigi
- Mista Préchac - Rose
- Laurent Sandoz - Alain
- Nicole Vautier - Marianne
- Léo Maillard - Stephane